# Challenger Cherbourg-La Manche 2022
Il Challenger Cherbourg-La Manche 2022 è stato un torneo maschile di tennis professionistico. È stata la 34ª edizione del torneo, facente parte della categoria Challenger 80 nell'ambito dell'ATP Challenger Tour 2022, con un montepremi di 45 730 €. Si è giocato dal 14 al 20 febbraio 2022 sui campi in cemento indoor del Complexe Sportif Chantereyne di Cherbourg, in Francia.

## Partecipanti

### Teste di serie
| Nazionalità | Giocatore             | Ranking* | Testa di serie |
| ----------- | --------------------- | -------- | -------------- |
| Francia     | Benjamin Bonzi        | 68       | 1              |
| Francia     | Pierre-Hugues Herbert | 113      | 2              |
| Rep. Ceca   | Tomáš Macháč          | 116      | 3              |
| Austria     | Dennis Novak          | 117      | 4              |
| Francia     | Gilles Simon          | 130      | 5              |
| Francia     | Quentin Halys         | 141      | 6              |
| Russia      | Roman Safiullin       | 148      | 7              |
| Francia     | Lucas Pouille         | 156      | 8              |

* Ranking al 7 febbraio 2022.

### Altri partecipanti
I seguenti giocatori hanno ricevuto una wild card per il tabellone principale:
- Kenny de Schepper
- Harold Mayot
- Luca Van Assche

Il seguente giocatore è entrato in tabellone come alternate:
- Constant Lestienne

I seguenti giocatori sono passati dalle qualificazioni:
- Dan Added
- Jonáš Forejtek
- Tristan Lamasine
- Jules Marie
- Maximilian Marterer
- Mats Rosenkranz

## Campioni

### Singolare
Benjamin Bonzi ha sconfitto in finale  Constant Lestienne con il punteggio di 6–4, 2–6, 6–4.

### Doppio
Jonathan Eysseric /  Quentin Halys hanno sconfitto in finale  Hendrik Jebens /  Niklas Schell con il punteggio di  7–6(6), 6–2.